# Radio Inter
Radio Intercontinental, también conocida coloquialmente como La Inter, es una emisora de radio española de carácter generalista que emite en FM y también en Internet y DAB. Considerada una de las emisoras históricas de Madrid, cantera de diferentes profesionales de radio y televisión, a lo largo de su historia ha emitido programas como El auto de la fortuna, Ruede la bola, Caliente y frío o el Consultorio de Elena Francis.
El 18 de septiembre de 2023, tras más de un año y medio sin emisiones, la radio con su cuña histórica "Aquí Radio Intercontinental, Madrid", volvió a las ondas en la 95.4 de la FM madrileña. En la actualidad su director es Enrique Riobóo y Rafael Vega, el titular de la marca comercial.

## Historia
Constituida en Madrid el 14 de diciembre de 1946, con un capital social de 600.000 pesetas, la Compañía de Radiodifusión Intercontinental pretendía unir tres continentes a través de la radio: Europa (desde Madrid) con África (desde la isla de Fernando Poo) y América (desde Buenos Aires). La cadena comenzó sus emisiones en febrero de 1950, siendo su creador y posterior Presidente de Honor Ramón Serrano Súñer, exministro de Asuntos Exteriores y cuñado de Francisco Franco, y su primer director Dionisio Ridruejo.
En sus primeros años de existencia contó en plantilla con locutores como José María de Olano, José del Palacio, Enrique Maristany y, desde 1952, Ángel de Echenique. Este último fue el impulsor de espacios míticos de la cadena como El auto de la fortuna o Ruede la bola. La parrilla de emisiones incluía programas musicales con la radiación de discos y actuaciones de orquestas en horario de doce de la mañana a tres de la tarde y de siete de la tarde a una de la madrugada. Durante las horas de emisión del Diario Hablado de Radio Nacional de España Radio Intercontinental, como era preceptivo durante la dictadura de Francisco Franco, conectaba con la radio estatal quien tenía el monopolio de la información emitida por la radio.
En 1959 asumió la dirección de la emisora Alberto Domper. Periodistas y actores de voz de prestigio fueron desfilando por los micrófonos de Radio Intercontinental. Nombres como Jesús Álvarez García, Santiago Vázquez, María Elena Domenech, María del Puy, Ernesto Lacalle, María del Carmen Goñi, Ángel Soler, María Banquer, Mariano de la Banda, Fernando Forner, Miguel de los Santos, Juan Manuel Gozalo, Javier Basilio, José Luis Uribarri, Isabel Baeza, Miguel Vila, José Miguel Flores, Antolín García, Silvia Arlet, Jesús Llano, Héctor del Mar -conocido como el hombre del gol a finales de los setenta y primeros ochenta-, Manolo Gómez, Joaquín Visiedo, Ana Rosa Quintana, Kike Supermix, Teresa Viejo, Marta Robles, Cristina Tárrega, José Ramón de la Morena, Álvaro Luis con su espacio Caliente y frío, Ketty Kaufmann, Agustín Castellote, Ángel González Ucelay o Eduardo García Serrano han colaborado de una u otra forma en la programación de Radio Intercontinental. En 2001 Pepe Cañaveras (Premio Ondas y Premio Antena de Oro) produce el magacín matinal Primera Página. Uno de los espacios legendarios que emitió la cadena fue el célebre Consultorio de Elena Francis.
En 1975, al igual que, entre otras, la Cadena SER, se vio obligada a ceder el 25% de su accionariado al Estado. En 1981, con 798 000 oyentes, era la quinta emisora más escuchada de España, detrás de RNE, la SER, Radiocadena Española y la COPE.
A principios de los noventa llegó a un acuerdo con Onda Cero para emitir algunos de sus programas en onda media, como Protagonistas de Luis del Olmo. En 1994, la familia Serrano Súñer recuperó el 25% de las acciones propiedad del Estado, que había perdido en 1975.

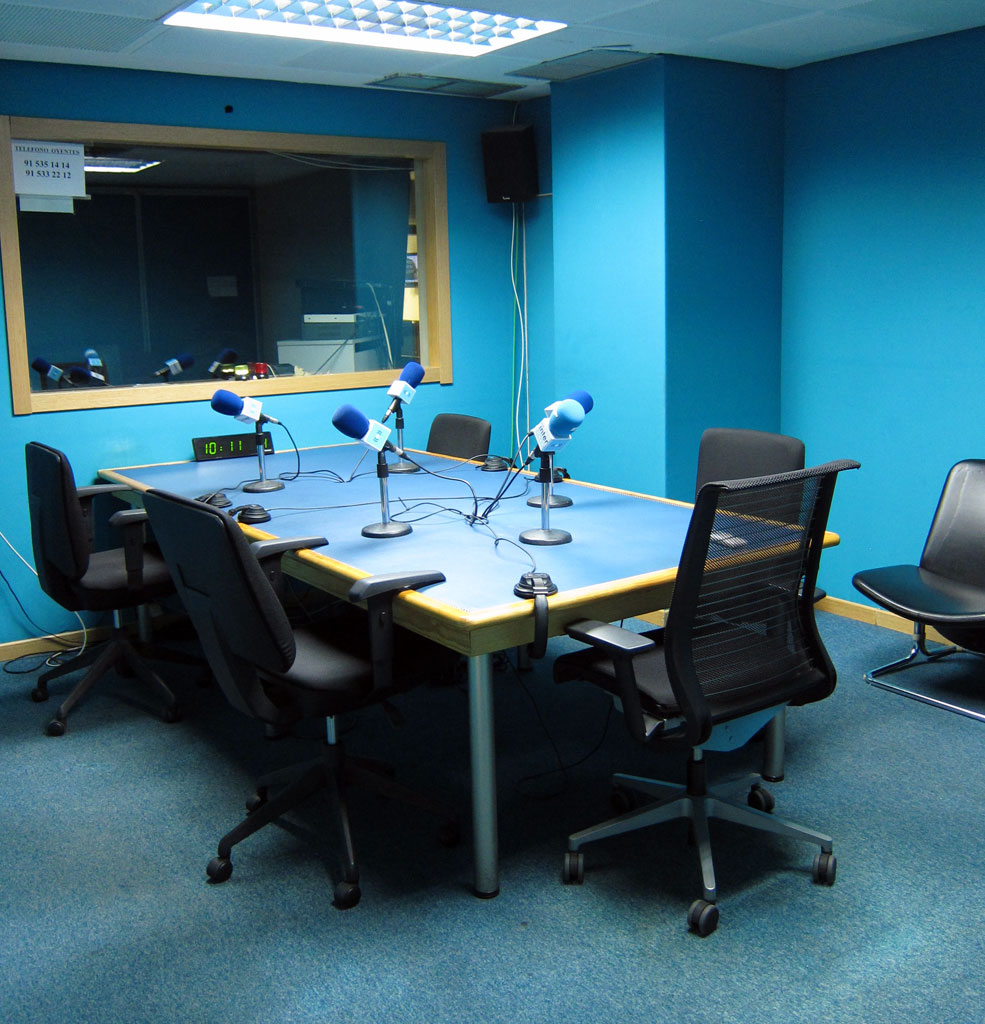
Estudio de Radio Inter en Madrid

 En mayo de 2009, el Grupo Intereconomía se hizo con el control de la emisora adquiriendo el 96,70% de CRISA y posteriormente cambió el nombre a Radio Inter, abriendo nuevas frecuencias por el resto de España. 
El 7 de enero de 2019, Grupo Internacional de Medios se hizo con el control de Radio Inter (anteriormente Radio Intercontinental) adquiriendo el 96,70%, pasando a ser su director Carlos Peñaloza. 
El 4 de abril de 2022, Radio Inter cesó sus emisiones en el 918 de la Onda Media para las provincias de Madrid, Segovia, Ávila, Guadalajara, Toledo, municipio de Valladolid y área metropolitana y zonas limítrofes a dichas regiones.
El 18 de septiembre de 2023 nace una nueva emisora con el nombre y sintonía de la desaparecida Radio Intercontinental (en 2009 al adquirirla Grupo Intereconomía todas sus frecuencias pasaron a llamarse Radio Inter). De la mano de Canal 33 Madrid arrancó con un radio tele maratón de 12 horas de duración por el que pasaron para dar su apoyo representantes de la política y el municipalismo madrileño y también del mundo periodístico y de la cultura.
Tras año y medio sin emitir, la radio, con su cuña histórica "Aquí, Radio Intercontinental Madrid", retomó emisiones en la 95.4 de la FM madrileña. Y lo hizo su director, Enrique Riobóo, entonando un "¡Hola, hola!" en homenaje a Pepe Domingo Castaño.
Actualmente las emisiones de Radio Intercontinental se reducen a su emisión en Madrid capital y provincia, una señal de frecuencia modulada que le proporciona una gran cobertura en la Capital de España, aunque llegó a contar a mediados de la década de 2010 con alrededor de 30 emisoras asociadas.
Por otro lado continúa emitiendo Radio Inter en la 93.5 FM (Madrid) y bajo la denominación de Radio Inter Murcia en la 92.6 y la 105.5 FM (Murcia).

### Logotipos

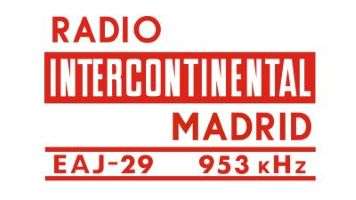
Logotipo de los años 60 y 70 con indicativo y frecuencia.
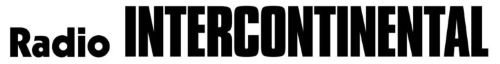
Logotipo de finales de los años 70 y principios de los 80.
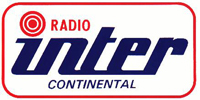
Logotipo utilizado desde los años 80 hasta 2009.
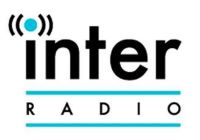
Logotipo utilizado desde 2009 a 2018.
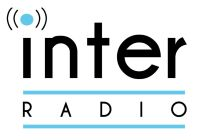
Logotipo utilizado en su última etapa desde 2019.
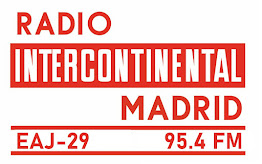
Logotipo en la actualidad.

## Programación
Bajo el lema "La radio de siempre, la música de tu vida", Radio Intercontinental nutre su parrilla con diferentes programas informativos, divulgativos y culturales ofreciendo también como pilar la mejor música publicada entre 1955 y 1990 y formatos musicales especializados.
Los más destacados en la actualidad son, entre otros, el informativo matinal decano Radio Hora, dirigido y presentado por Gerardo Quintana; la revista sonora Caliente y Frío, con Álvaro Luis y Gemma Serrano, y otro clásico, Peticiones del oyente, recuperado de la mano de Rafael Vega.

## Emisoras

### Radio Intercontinental

#### Comunidad de Madrid
- Madrid y Área metropolitana de Madrid: 95.4 FM

### Radio Inter

#### Comunidad de Madrid
- Madrid y Área metropolitana de Madrid: 93.5 FM

#### Región de Murcia
- Murcia: 92.6 FM
- Águilas-Alto Guadalentín: 105.5 FM

## Premios
- Antena de Oro 2001 a Radio Intercontinental.
- Premios Patrimonio de Periodismo 2009 a Radio Intercontinental.[12]
- Micrófono de Oro 2010, por Buenos días, España a Eduardo García Serrano.[13]
- Antena de Plata 2010, por El color de la tarde a María José Bosch.[14]
- Antena de Oro 2012, por Abriendo boca a Ascensión Marín.[15]
- Antena de Plata 2015, por Vivir en Salud a Magdalena Romo.[16]
- Biocultura 2015, por Vivir en Salud a Magdalena Romo.[17]
- Antena de Oro Extraordinaria 2019, por su 70.º aniversario a Radio Inter.[18]